# Jiangsu Road
Jiangsu Road (江苏路) is een station van de metro van Shanghai, gelegen in het district Changning. Het station is onderdeel van lijn 2 en lijn 11 (sinds 31 december 2009).

## Fotogalerij

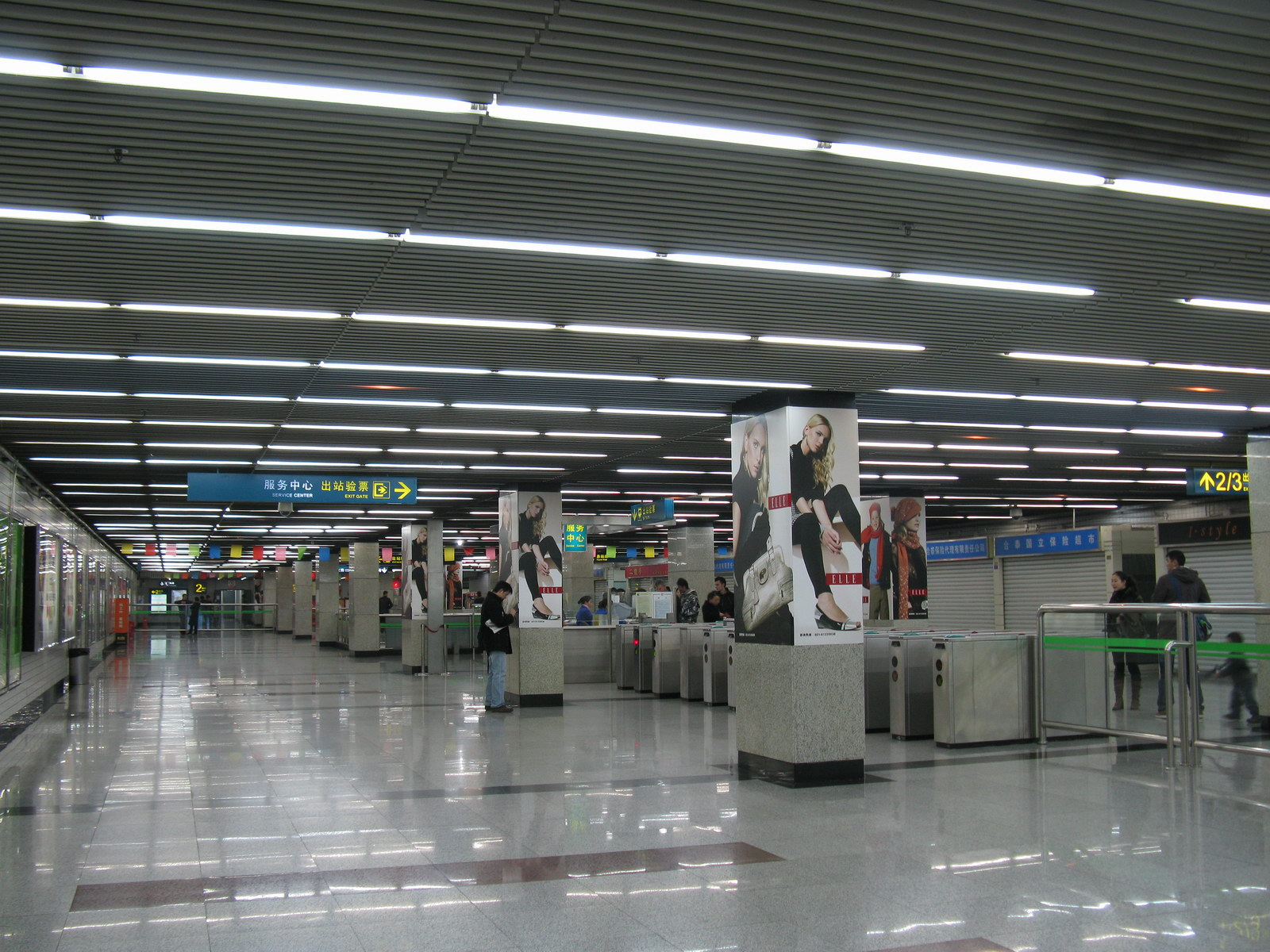
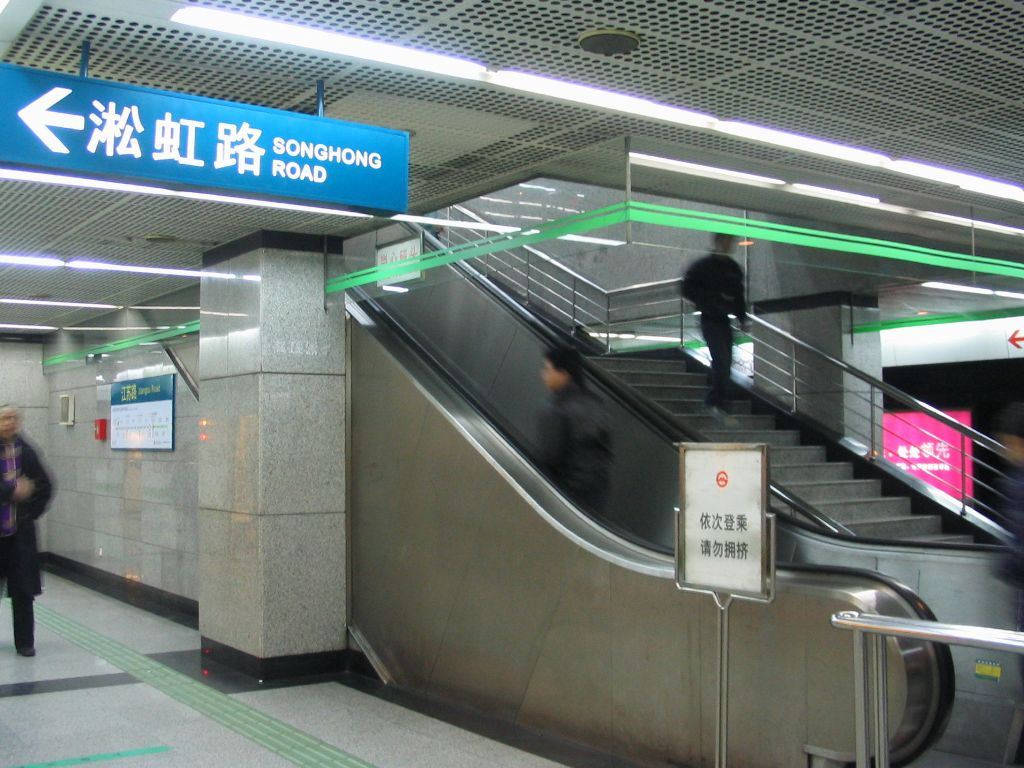
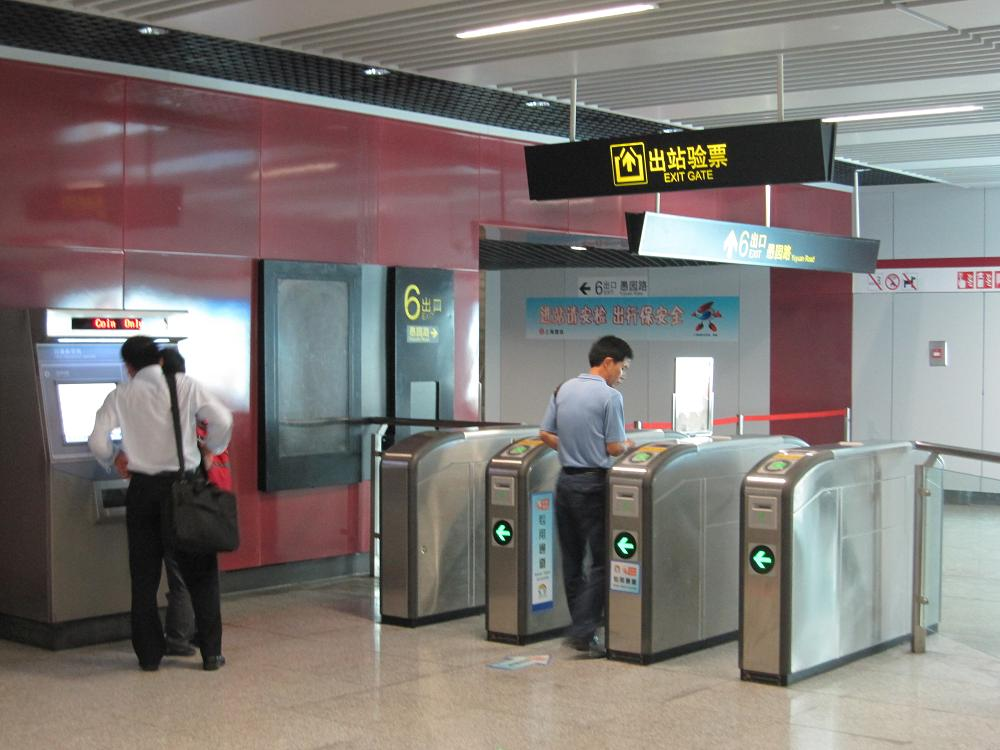